# Hadena circumvadis
Hadena circumvadis là một loài bướm đêm trong họ Noctuidae.